# Ковель Леонід Леонідович
Леоні́д Леоні́дович Ко́вель (біл. Леанід Леанідавіч Ковель, * 29 липня 1986, Сморгонь, Гродненська область, Білорусь) — білоруський футболіст, нападник ФК «Мінськ». Виступав за мінське «Динамо» і  раменський «Сатурн». Визнаний найкращим футболістом «Карпат» 2007 року.

## Життєпис
До «Динамо» Мінськ потрапив перед початком чемпіонату Білорусі 2004 року. У першому сезоні 18-річний нападник відзначився у воротах суперників 7 разів у 27 іграх, а «динамівці» виграли чемпіонат Білорусі.
У першості Білорусі 2006 Ковель забив 5 м'ячів і ще 4 здобув у матчах єврокубків — кваліфікації Ліги чемпіонів та Кубка УЄФА. Юного футболісти помітили селекціонери українських «Карпат». Другу половину сезону 2006/07 білорус провів на правах оренди в українському клубі. Перший гол Леонід забив у дебютній грі 2007 року — у березні проти «Кривбасу» (1:1). До кінця першості білорус здобув ще 5 голів і став другим найкращим бомбардиром «зелено-білих» після Вільяма Роші Батісти.
На початку сезону 2007/08 Ковель був головною ударною силою львів'ян у нападі. У осінній частині чемпіонату нападник провів 16 поєдинків і забив 6 голів — найкраща результативність у команді.
Під час зимової перерви у січні 2008 року розгорівся скандал навколо контракту Леоніда Ковеля з «Карпатами». Гравець вирішив змінити команду і перейти до раменського «Сатурна» — команди російської Прем'єр-ліги. Але представники львівського клубу заявляли, що Ковель вже поставив свій підпис під продовженням оренди (права на футболіста належали «Динамо» (Мінськ)), тоді як сам гравець казав, що не підписував ніяких паперів. Потім білорус визнав, що підпис міг і поставити, але під документи, які йому підсунули. Експертиза виявила збіжність між почерком на контракті та стилем письма футболіста. «Карпати» вимагали повернення Ковеля до табору української команди, але він вже був представлений як повноцінний футболіст ФК «Сатурн» (Московська область).
Справа затягнулась, її відкладали спочатку до літа, потім до вересня. У перших іграх чемпіонату Росії Ковель виступав за молодіжний склад команди, а з літа почав проходити й до основи «Сатурна».
На початку лютого 2014 року повернувся у «Карпати», підписавши трирічний контракт.

## Цікавинки
- Один з улюблених виконавців футболіста — Михайло Круг (шансон).

## Титули та досягнення
- Чемпіон Білорусі (1):

«Динамо» (Мінськ): 2004
- Володар Кубка Білорусі (1):

«Мінськ»: 2012-13

## Статистика клубної кар'єри
| Сезон               | Клуб                | Чемпіонат | Чемпіонат | Кубок | Кубок | Єврокубки | Єврокубки |
| Сезон               | Клуб                | Ігри      | Голи      | Ігри  | Голи  | Ігри      | Голи      |
| ------------------- | ------------------- | --------- | --------- | ----- | ----- | --------- | --------- |
| 2004                | «Динамо» (Мінськ)   | 27        | 7         | ?     | ?     | —         | —         |
| 2005                | «Динамо» (Мінськ)   | 23        | 9         | ?     | ?     | 2         | 0         |
| 2006                | «Динамо» (Мінськ)   | 19        | 5         | ?     | ?     | 8         | 4         |
| Всього за «Динамо»  | Всього за «Динамо»  | 69        | 21        | ?     | ?     | 10        | 4         |
| 2006/07             | «Карпати»           | 13        | 6         | 0     | 0     | —         | —         |
| 2007/08             | «Карпати»           | 16        | 6         | 1     | 0     | —         | —         |
| Всього за «Карпати» | Всього за «Карпати» | 29        | 12        | 1     | 0     | —         | —         |
| 2008                | «Сатурн»            | 13        | 0         | ?     | ?     | 2         | 1         |
| 2009                | «Сатурн»            | 20        | 0         | ?     | ?     | —         | —         |
| 2010                | «Сатурн»            | 4         | 0         | 1     | 0     | —         | —         |
| Всього за «Сатурн»  | Всього за «Сатурн»  | 37        | 0         | ?     | ?     | 2         | 1         |
| 2011                | «Динамо» (Мінськ)   | 28        | 2         | 2     | 0     | —         | —         |
| Всього за «Динамо»  | Всього за «Динамо»  | 28        | 2         | 2     | 0     | —         | —         |
| 2012                | «Мінськ»            | 14        | 4         | 3     | 2     | —         | —         |
| Всього за «Мінськ»  | Всього за «Мінськ»  | 14        | 4         | 3     | 2     | —         | —         |